# Fartura
La fartura es una fruta de sartén a base de harina de trigo, levadura, bicarbonato de sodio, sal, azúcar, canela y agua que se fríe en aceite, y que suele venderse en ferias. Es preferible consumirlas cuando están calientes para que la superficie crujiente no se endurezca.

## Origen
Una teoría sobre el origen de la fartura, es que los portugueses al comerciar en Oriente, habrían traído consigo nuevas técnicas culinarias, incluida la modificación de la masa de Youtiao, también conocida como Youzagwei en el sur de China. Sin embargo, habrían cambiado la apariencia a la forma de una estrella porque no aprendieron la habilidad china de "tirar" de la masa, ya que en ese entonces en China se castigaba con pena de muerte si alguien compartía sus conocimientos con extranjeros. 
Otra teoría es que las farturas fueron una adaptación de los churros españoles, que fueron creados por pastores como sustituto de la comida hecha con masa fresca. La masa de los churros era fácil de producir y se freía a fuego abierto en la montaña, donde los pastores vivían la mayor parte del tiempo.

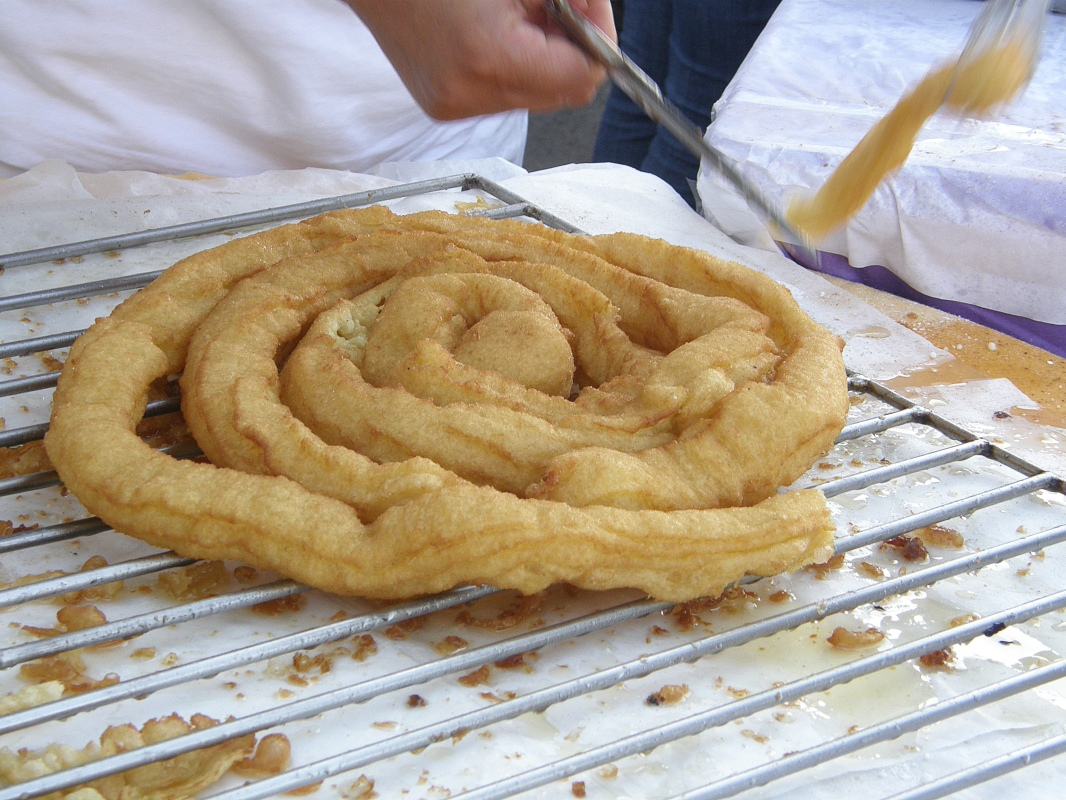
Fartura recién preparada.